# Anne Duurt van Dijk

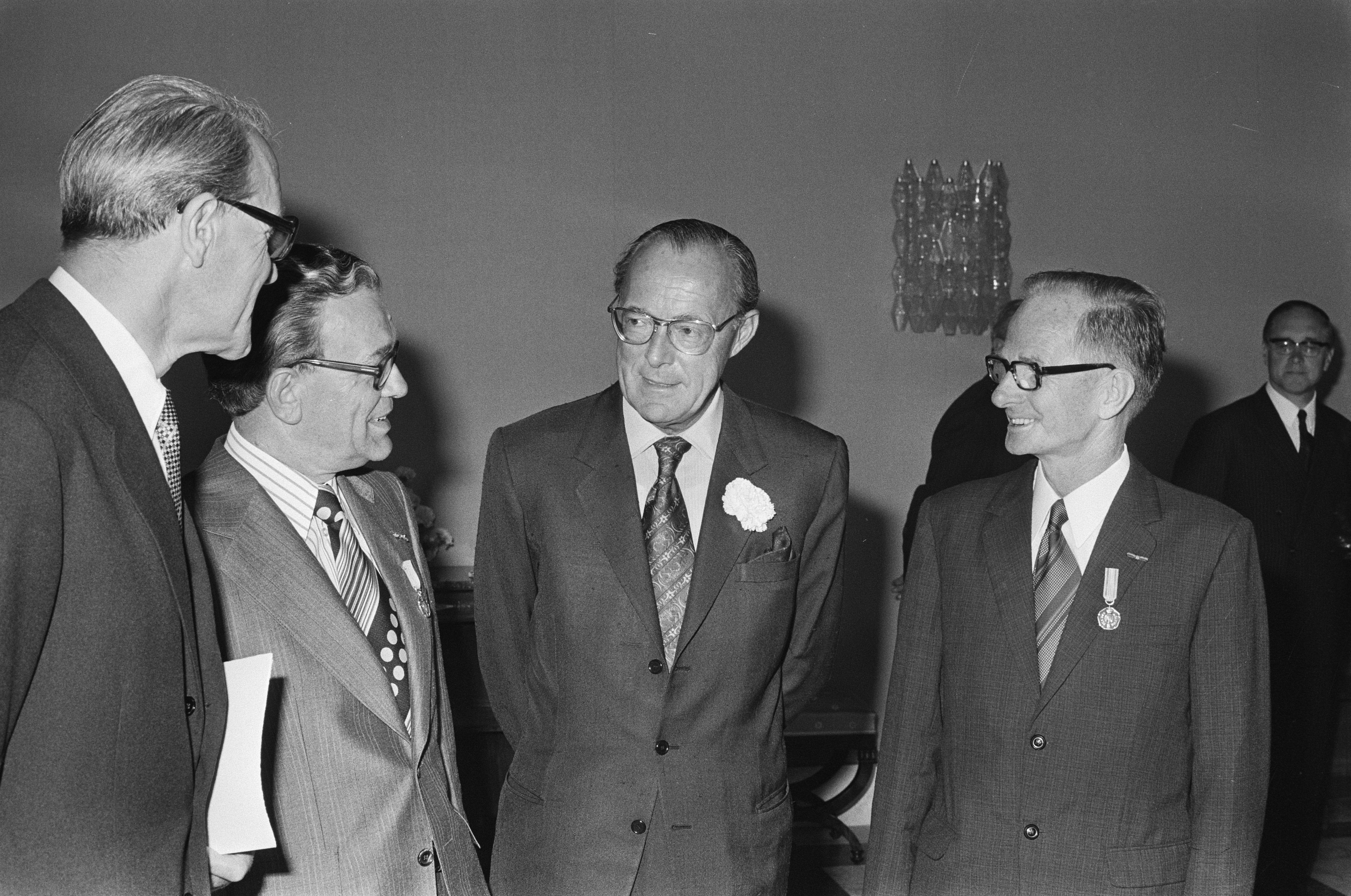
Uitreiking Zilveren Anjers 1974, met uiterst rechts Van Dijk

Anne Duurt van Dijk (Den Haag, 24 september 1911 – Paramaribo, 17 juni 1990) was een Nederlandse werktuigbouwkundig ingenieur en rijstpionier.

## Biografie
Van Dijk werd geboren in Den Haag als zoon van Hero Nicolaas van Dijk, ingenieur, en Grietje Boijkema.
In 1934 behaalde hij in Zwitserland zijn ingenieursdiploma in de werktuigbouwkunde.
In 1933 begon hij een rijstlandbouwbedrijf in Nickerie. Zijn veredelingspopulaties vormden de basis voor het veredelingswerk van de Stichting Machinale Landbouw (SML). Het Anne van Dijk Rijst Onderzoekscentrum Nickerie werd naar hem vernoemd.
In 1974 kreeg hij de Zilveren Anjer opgespeld voor het stichten van centra die hebben bijgedragen aan de culturele ontwikkeling van het gebied rond Nickerie.
In 1978 werd hij benoemd tot eredoctor in de natuur technische wetenschappen.
Van Dijk overleed in 1990 in Suriname. Hij werd begraven in Nieuw-Nickerie.

## Onderscheidingen
- Ridder in de Orde van Oranje-Nassau, 1960[8]
- Zilveren Anjer, 1974
- Officier in de Orde van Oranje-Nassau, bij bevordering, 1975[9][10]